# عقل جمعي

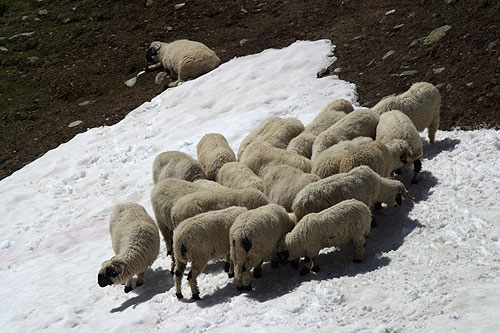

العقل الجمعي (أو ما يعرف بالأثر الاجتماعي المعلوماتي أيضاً) ظاهرة نفسية تفترض فيها الجماهير أن تصرفات الجماعة في حالة معينة تعكس سلوكاً صحيحاً.
ويتجلى تأثير العقل الجمعي في الحالات التي تسبب غموضاً اجتماعياً، وتفقد الجماهير قدرتها على تحديد السلوك المناسب، وبدافع افتراض أن الآخرين يعرفون أكثر منهم عن تلك الحالة.
سطوة أثر الجماعة على الفرد تظهر في قابلية الأفراد إلى الانصياع إلى قرارات معينة بغض النظر عن صوابها من خطئها في ظاهرة تسمى بسلوك القطيع. على الرغم من أن ظاهرة العقل الجمعي قد تعكس دافعاً منطقياً بالنسبة للبعض، إلا أن التحليل يظهر أن سلوك القطيع قد يدفع الجماعة إلى الانحياز سريعاً إلى أحد الآراء، ولذلك قد تنحصر آراء الجماعات الكبيرة في دائرة ضيقة من المعلومات.
ظاهرة العقل الجمعي هي أحد أشكال الانصياع والإذعان. فعندما يفقد الفرد قدرته على اتخاذ موقف من أمر معين، يلجأ إلى الآخرين بحثاً عن مؤشرات وعن القرار الصحيح والموقف المناسب. عندما «ننصاع بسبب أننا نؤمن أن تفسير الآخرين لهذا الموقف الغامض هو أكثر صواباً مما قد نختاره بأنفسنا، وسوف يساعدنا في تحديد ردة الفعل المناسبة» فهذا بسبب التأثير الاجتماعي المعلوماتي. وهذا عكس التأثير الاجتماعي الطبيعي حيث ينقاد الفرد لكي يكون محبوباً ويتقبله الآخرون.
الرضوخ للعقل الجمعي لا يؤدي إلى البحث عن التقبل من العامة فحسب (موافقة تصرفات الآخرين بدون الاقتناع بصحتها ضرورةً) بل قد يصل إلى التقبل الشخصي (القناعة الشخصية بأن الآخرين على صواب). يمتلك العقل الجمعي قيمته عندما يكون ما يهم هو أن تكون على حق في أعين الغير، وتعتقد بأن الآخرين هم أجدر بمعرفة الحق.

## كيفية العمل

### تأثير المصادر المتعددة
يظهر تأثير المصادر المتعددة عندما يعطي عدد من الأشخاص أكثر من قبول لأفكار أتت من مصادر متعددة. هذا التأثير قد يُرى بوضوح عندما يظهر الدليل الجمعي، على سبيل المثال، إحدى الدراسات لاحظت أن الأشخاص الذين يستمعون لخمس وجهات نظر إيجابية مختلفة على كتاب قُرئ من قِبَل خمسة قُراء، يفهمون هذا الكتاب أفضل وأوضح من أن يسمعوا وجهة نظر قارئ واحد فقط

### عدم التأكد من النتيجة الصحيحة
الارتياب هو العنصر الرئيس الذي يشجع على استخدام الدليل الجمعي. إحدى الدراسات وجدت عند تقييم المنتج أن المستهلكين يحبذون أن يأخذوا بعين الاعتبار آراء الآخرين من خلال استخدام الدليل الاجتماعي عندما تكون تجربتهم مع المنتج مبهمة ويتركون الشك ويأخذون ذلك على أنه النتيجة الصحيحة.

### التماثل في المجموعات المحيطة
التشابه كذلك يحفز على استخدام البرهان الجمعي، عندما يدرك الفرد نفسه على أنه شخص مشابه للأشخاص من حوله، فهو بالتالي يفضل أن يتبنى ويفهم التصرفات الملاحظة عند هؤلاء الناس. وقد لوحظ ذلك في ميادين مختلفة كتقليد الضحك على سبيل المثال حيث أن المشتركون سيضحكون ضحكة طويله وعالية عندما يدركون الأشخاص المماثلين لهم.
الدليل الجمعي أيضأ هو أحد المبادئ الستة للإقناع لروبرت سيالديني بالإضافة إلى (التبادلية، الالتزام أو الاستقامة، السلطة، الولع، الاحتياج) والتي تؤكد على أن الناس يحبون أن يفعلوا أعمالاً معينة إذا استطاعوا أن يربطوها بأشخاص قاموا بعمل نفس هذه الأعمال من قبلهم.
إحدى التجارب التي تمثل هذه الدعوى والتي أجريت بواسطة باحثين انضموا إلى حملات خيرية ذات ثقة، وجدوا بأنْ لو كان هناك لستة طويلة بأسماء متبرعين مسبقين، سيرغب الشخص التالي بالتبرع أيضاً لو طلب منه، هذا التوجه كان ملحوظاً أكثر عندما كانت الأسماء في لستة المتبرعين من أشخاص معروفين من قبل المتبرعين المستقبليين كأن يكونوا أصدقاء أو جيران. مبادئ سيالديني أيضاً تؤكد أن القوة المحدقة مؤثرة لأن الناس يميلون للاستجابة على تأثير النتهج المطبق عرضياً وليس أفقياً بمعنى أن الناس يتلقون التأثير والإقناع من الزملاء أكثر من أشخاص أعظم نفوذاً.

## الدراسة الحديثة
إن أشهر دراسة للعقل الجمعي هي تجربة مظفر شريف عام 1935م. وفي هذه التجربة، تم وضع عدد من الأشخاص في غرفة مظلمة وطُلب منهم النظر إلى نقطة الضوء والتي تبعد تقريباً 15 متراً. وتم سؤالهم، كم إنش تتحرك نقطة الضوء هذه. وفي الحقيقة، هي لا تتحرك على الإطلاق ولكن نظراً لتأثير الحركة الذاتية فتبدوا وكأنها تتحرك. وتختلف الإجابة من شخص لآخر في مقدار تحرك الضوء ولكن يتفق الجميع مع مرور الوقت بمقدار محدد. وبعد عدة أيام، تم إجراء الجزء الثاني من التجربة. كل شخصين مقابل اثنين من الأشخاص وطُلب منهم إعطاء تقديرهم لمدى تحرك الضوء بصوت عال. وعلى الرغم من اختلاف تقديراتهم، لكن توجد مجموعات لها نفس التقديرات. ولاستبعاد إمكانية إعطاء الإجابات بسهولة للمجموعة ولتجنب النظر إليهم بسخرية حيث أنهم يؤمنون بأن تقديراتهم الأساسية هي الصحيحة، فقام شريف بوضع الأشخاص نفسهم باتخاذ الحكم في المجموعة. ولأن حركة الضوء غامضة فيجب على المشاركين الاعتماد ببعضهم البعض لتحديد الحقيقة.
و دراسة أخرى حول التأثير الاجتماعي الإعلامي في تحديد الهوية وضعت شريحة توجد بها صورة مرتكب جريمة لعدد من الأشخاص لرؤيتها. وبعدها وضعت شرائح متتالية تحتوي على أربعة رجال، أحدهم هو مرتكب الجريمة الذي رأوه في الشريحة السابقة، وطُلب منهم إخراج مرتكب الجريمة. إجراء هذه المهمة صعبة لوجود بعض الغموض بسبب عرض الشرائح بشكل سريع جداً. هذه المهمة أُجريت على مجموعة تحتوي على أربعة أشخاص منهم شخص فعلي وثلاثة أشخاص شركاء في التجربة أي أنهم يعملون لأجل التجربة. هؤلاء الأشخاص أجابوا بإجابة خاطئة في نفس الوقت. في حالة الأهمية العالية يقول المشتركون في التجربة بأنهم كانوا يشاركون في اختبارات حقيقية لتحديد هوية المجرمين التي تستخدمها إدارات الشرطة والمحاكم. ونقاطهم كانت المعيار الأساسي لأدائهم. في حالة الأهمية المنخفضة يقول المشتركون في التجربة بأن مهمة الشريحة مازالت تحت التطوير وبأن المجربون ليس لديهم أي فكرة ماهو المعيار لتجربة الأداء. فقط يبحثون على تلمحيات لتحسين المهمة. تبين أنه عندما يعتقد المشتركون بالتجربة بأن المهمة في حالة الأهمية العالية فإنهم أكثر عرضة للموافقة بنسبة 51٪ في المقابل في حالة الأهمية المنخفضة بنسبة 35 ٪ .

## الآثار الثقافية لنظرية العقل الجمعي
تختلف قوة نظرية العقل الجمعي أيضاً باختلاف الثقافات. فعلى سبيل المثال، أظهرت الدراسات أن الأشخاص في الثقافات الجماعية يتوافقون مع العقل الجمعي للآخرين أكثر من أولئك الذين يتواجدون في الثقافات الفردية. وعلى الرغم من أن هذا الاتجاه يبدو حدثاً متكرراً، إلا أن هناك دليلاً يشير إلى أن هذه النتائج هي نتائج مبسطة، وأن استقلالية الشخص واتجاهه الفردي والجماعي الشخصي يؤثر على قراراته.
المتغيرات الإضافية مثل شعور الشخص بالمسؤولية الاجتماعية يجب أن تؤخذ بعين الاعتبار من أجل فهم أفضل لآلية العقل الجمعي عبر الثقافات. فعلى سبيل المثال: الأفراد المتعاونون غالباً سيكون لديهم التزام أكثر بمساعدة الآخرين بسبب وعيهم البارز في المسئولية الاجتماعية، وهذا بدوره سوف يزيد احتمالات أنهم سوف يمتثلون للطلبات بغض النظر عن قرارات أقرانهم السابقة.

### الانتحار التقليدي أو المحاكي
تم تقديم نظرية العقل الجمعي كتفسير لظاهرة الانتحار المقلد، حيث تزيد معدلات الانتحار عقب نشر وسائل الإعلام أخبارا عن حالات الانتحار. إحدى الدراسات استخدمت نموذج العوامل الأساسية وأظهرت أن حالات الانتحار المقلد أكثر عرضة للحدوث عندما تكون هناك أوجه تشابه بين الشخص المتورط في حالة الانتحار المنشورة إعلامياً وبين حالات التقليد المحتملة. بالإضافة إلى ذلك، فإن الأبحاث التي قام بها ديفيد فيليبس منذ عام 1947 وحتى 1968 تدعم وجود حالات الانتحار المقلد.

## عوامل مساعدة

### امتلاك المعرفة الخاصة
إذا لاحظ شخص أن هو/هي «في المجموعة» لديهم الرأي الصائب والمنصوح فيه حول موقف معين أكثر جدارةً من رأي المجموعة، فإنه من المحتمل أن لا يتبع تصرف ورأي المجموعة المحيطة به.

### تحديد السُلطة
إذا رأى شخص أنه قادر على وضع نفسه كشخصية للسُلطة في موقف معين، فإنه أقل احتمالية للانقياد لرأي المجموعة المحيطة به، هذا مزيج ما بين «دمج المرء نفسه مع المجموعة المحيطة» و«امتلاك المعرفة الخاصة».
و نقول أن مجموعة من الناس تميل إلى وضع أنفسهم في فئات مختلفة عن الآخرين، وعادةً ما يكون لديهم تدريبات ومعارف خاصة تسمح لهم الاستنتاج بشكل أفضل من المجموعة المحيطة بهم.

### المال المستثمر أو التعويض الجزائي
يمكن للمرء أن يفهم مجموعات معينة من الأشخاص ولا يستطيع فهم مجموعات أخرى، من خلال سلوكياتهم ومميزاتهم، بحيث تكون أدلة موثوقة.
و هنا قد يعتقد المرء أن سائقي الشاحنات هم أكثر الأشخاص تواتراً من غيرهم، فبالتالي نقول أن عدد الشاحنات يعتبر ذا أهمية أكبر من عدد السيارات الواقفة أمام مطعم لتقييم جودته.
و يمكن أيضاً للمرء تحديد احتمالات حركة الرهان وأسعار الأوراق المالية في أوقات معينة كما في كشف الأفضليات في الأموال المستثمرة. هذه الأمثلة يمكننا تصورها وتخيلها، ويجب أن تكون ضمن معارفنا.

## أمثلة

### في التفاعلات الأسرية
ذهب صبي لأمه يشتكي بخصوص حذائه الرياضي قائلاً «أمي أريد تلك الأحذية الرياضية الجديدة، التي أملكها حالياً لا تجعلني أبدو رائعاً على الإطلاق». فكانت استجابة أمه بأن أخبرته أنه لايحتاج لأحذية رياضية جديدة، حتى لوكانت تجعله يبدو رائعاً جداً. عندما ترى نفس تلك الأم أن هنالك اثنتين من صديقاتها قد ابتعن مؤخرا نفس قطعة الأثاث، فهنالك احتمال أن تذهب لشراء واحدة أيضا. على الرغم أنها لم تلق بالاً لرغبة ابنها بسبب أنها لاتهتم بالمجتمع، لكنها تهتم لمجتمعها هي.

### في الترفية
تستخدم المسارح أحيانا حضور مزرعون بشكل خاص الذين قد أعطو تعليمات ليصفقوا تصفيقا حارا في أوقات معينة، هؤلاء الناس هم من يصفق بدايةً فيتبعهم باقي الجمهور. بالنسبة للحضور العاديين فإن التصفيق الحار يعد علامة على جودة الأداء.
وخلافاً لما هو شائع عن الضحك المسجل في برامج التلفزيون، اكتشفت استديوهات التلفزيون أنهم يستطعون رفع مشاهدات البرامج الفكاهية عن طريق استخدام ذلك الضحك عند اللقطات الفكاهية، فقد اكتشفوا حتى لو كان المشاهدون يجدون أن الضحك المسجل مزعج جداً فإنهم يعتقدون أن البرامج التي تحتوي عليه فكاهية أكثر من غيرها.

### في العمل والتوظيف
وبنفس الطريقة، قد يجد الشخص العاطل عن العمل لفترة طويلة صعوبة كبيرة في الحصول على عمل جديد حتى وإن كان ذو مؤهلات عالية لأن أصحاب العمل –المرتقبين- يرجحون أن عدم حصول الشخص على عمل عائد إلى الشخص نفسه لا إلى المواقف والظروف. هذا الفكر يجعله يبحث بدقة عن الأخطاء والهفوات والصفات السلبية في شخصية الموظف -المحتمل- التي توافق أو تصلح ان تكون عذراً مناسباً لفشله والقدح في صفاته.
وبشكل مماثل، فإن صاحب أي مركز مرموق ومطلوب كالمدير التنفيذي مثلاً قد يحصل على العديد من عروض العمل المتميزة، وهذا يمكنه من طلب أجر كبير، حتى وإن لم يكن يمتلك أداءً عالياً أو مهارات متميزة. إن نظرة المجتمع للأفراد الناجحين أصحاب المناصب العالية تتجه نحو البحث عن الفضائل ومراكز القوة في شخصياتهم والتي تلائم أن تكون سبب نجاحهم، والتغاضي عن أخطائهم. هذه المواقف تجعلهم يستفيدون من تبجيل الأغلبية مما يعود عليهم بهالة من الشعور الإيجابي أكبر مما هم عليه في الحقيقة. أضف إلى أنه قد يُنظر إلى صفات الفرد بانحيازية فمثلاً: قد يُنظر للفرد كمتعجرف إن كانت نظرة الأغلبية له نظرةً سلبية، وكشجاع إن كانت إيجابية.
لهذه الأسباب، يلعب العقل الجمعي دوراً مهماً في تحديد إمكانية موقف صاحب العمل. كما ينطبق ذلك على المنتجات أيضاً ويستخدم هذا الأسلوب في التسويق والمبيعات. فالمواقف التي تخالف موافقة الأغلبية قد تنتج تنافراً معرفياً وتصيب الأفراد بحالة من فقدان السيطرة أو الفشل في تطبيق نظرية العالم العادل.